# Канонерка (Сестрорецк)
Каноне́рка — исторический район в городе Сестрорецке Курортного района Санкт-Петербурга. Расположен между Финским заливом, железнодорожной станцией Курорт, рекой Малой Сестрой, Ермоловским проспектом, Сестрорецкой железнодорожной линией, Лиственной и Огородной улицами.
До основания Сестрорецка здесь находилось селение Кароканна (швед. Karokanna), или Коронона (швед. Koronona). Современное название появилось в XVIII веке. Вероятно, представляет собой переосмысление прежнего наименования, связанное с тем, что здесь располагался лагерь канониров — служителей артиллерийской части.
В последней четверти XIX века по Канонерке получила своё название Малая Канонерская улица, а в начале XX века — Большая Канонерская (ныне улица Коммунаров).
На территории Канонерки в конце XIX — начале XX века разбиты три парка: Верхний, Средний и Нижний («Пята»). Все они являются объектами культурного наследия регионального значения.